# Lanús
Lanús este capitala Districtului Lanús, Provincia Buenos Aires, Argentina. Este așezat la sud de capitala Buenos Aires, în zona metropolitană Marele Buenos Aires. Orașul are o populație de 212.152 (2001 recensământ [INDEC]), Districtul Lanús de 453.500.
Un important centru industrial, este deservit de linii de cale ferată pentru transport călători și marfă. Orașul are industrie: chimică, armament, textile, hârtie, piele și produse de cauciuc, uleiuri și fabrici de conserve de legume și fructe. Mai multe școli tehnice sunt situate în oraș, precum și Eva Perón Medical Center, unul dintre cele mai mari din zona Marele Buenos Aires.
Orașul are un club de fotbal, Club Atlético Lanús, care în acest moment joacă în Primera División Argentina.

## Celebrități asociate cu Lanus
- Adrian Ricchiuti - fotbalist
- Francisco Álvarez - actor de film (1892-1960
- Gustavo Cordera - muzician rock
- Gastón Fernández - fotbalist
- Ariel González - muzician rock
- Marcela Morelo - compozitoare și muziciană
- Diego Maradona - fotbalist
- Maximiliano Canals - muzician
- Sergio Olguín  scriitor, jurnalist și editor
- Babasónicos - muzician
- Ricardo Montaner - muzician